# Aleš Čeh (1980)
Aleš Čeh, slovenski nogometaš, * 22. julij 1980, Ptuj.
Čeh je Slovenski nogometaš ki igra v Dravi Ptuj. Visok je 1,75 m.